# Hodges (Alabama)
Hodges é uma cidade  localizada no estado americano do Alabama, no Condado de Franklin.

## Demografia
Segundo o censo americano de 2000, a sua população era de 261 habitantes.
Em 2006, foi estimada uma população de 260, um decréscimo de 1 (-0.4%).

## Geografia
De acordo com o United States Census Bureau, a localidade tem uma área de 8,0 km², sem área coberta por água. Hodges localiza-se a aproximadamente 263 m acima do nível do mar.

## Localidades na vizinhança
O diagrama seguinte representa as localidades num raio de 24 km ao redor de Hodges.